# Moorcroft
Moorcroft és un poble dels Estats Units a l'estat de Wyoming. Segons el cens del 2000 tenia 807 habitants.

## Demografia
Segons el cens del 2000, Moorcroft tenia 807 habitants, 325 habitatges, i 219 famílies. La densitat de població era de 283,3 habitants/km².
Dels 325 habitatges en un 34,5% hi vivien nens de menys de 18 anys, en un 56% hi vivien parelles casades, en un 7,7% dones solteres, i en un 32,6% no eren unitats familiars. En el 25,8% dels habitatges hi vivien persones soles el 9,8% de les quals corresponia a persones de 65 anys o més que vivien soles. El nombre mitjà de persones vivint en cada habitatge era de 2,48 i el nombre mitjà de persones que vivien en cada família era de 3,04.
Per edats la població es repartia de la següent manera: un 27,3% tenia menys de 18 anys, un 11,3% entre 18 i 24, un 27,4% entre 25 i 44, un 24,3% de 45 a 60 i un 9,8% 65 anys o més.
L'edat mediana era de 36 anys. Per cada 100 dones de 18 o més anys hi havia 99,7 homes.
La renda mediana per habitatge era de 36.953 $ i la renda mediana per família de 41.484 $. Els homes tenien una renda mediana de 32.109 $ mentre que les dones 19.632 $. La renda per capita de la població era de 16.476 $. Entorn del 2,6% de les famílies i el 5,2% de la població estaven per davall del llindar de pobresa.

## Poblacions més properes
El següent diagrama mostra les poblacions més properes.